# Tritonoharpa lanceolata
Tritonoharpa lanceolata is een slakkensoort uit de familie van de Cancellariidae. De wetenschappelijke naam van de soort is voor het eerst geldig gepubliceerd in 1828 door Menke.